# Vara, Suedia
Vara este un oraș în Suedia.

## Demografie
| \| Evoluția demografică a zonei urbane Vara, 1970–2015 \| Evoluția demografică a zonei urbane Vara, 1970–2015 \| Evoluția demografică a zonei urbane Vara, 1970–2015 \| Evoluția demografică a zonei urbane Vara, 1970–2015 \| Evoluția demografică a zonei urbane Vara, 1970–2015 \| \| --------------------------------------------------------------------------------------- \| --------------------------------------------------- \| --------------------------------------------------- \| --------------------------------------------------- \| --------------------------------------------------- \| \| An \| \| \| Locuitori \| \| \| 1970 \| 1970 \| \| 2.827 \| 2.827 \| \| 1975 \| 1975 \| \| 3.049 \| 3.049 \| \| 1980 \| 1980 \| \| 3.371 \| 3.371 \| \| 1990 \| 1990 \| \| 3.761 \| 3.761 \| \| 1995 \| 1995 \| \| 3.790 \| 3.790 \| \| 2000 \| 2000 \| \| 3.688 \| 3.688 \| \| 2005 \| 2005 \| \| 3.779 \| 3.779 \| \| 2010 \| 2010 \| \| 3.889 \| 3.889 \| \| 2015 \| 2015 \| \| 4.052 \| 4.052 \| \| Sursa: SCB - Statistika Centralbyrån, Folkmängden per tätort. Vart femte år 1960 - 2016 \| \| \| \| \| |      |  |           |       |
| Evoluția demografică a zonei urbane Vara, 1970–2015 |      |  |           |       |
| An |      |  | Locuitori |       |
| 1970 | 1970 |  | 2.827     | 2.827 |
| 1975 | 1975 |  | 3.049     | 3.049 |
| 1980 | 1980 |  | 3.371     | 3.371 |
| 1990 | 1990 |  | 3.761     | 3.761 |
| 1995 | 1995 |  | 3.790     | 3.790 |
| 2000 | 2000 |  | 3.688     | 3.688 |
| 2005 | 2005 |  | 3.779     | 3.779 |
| 2010 | 2010 |  | 3.889     | 3.889 |
| 2015 | 2015 |  | 4.052     | 4.052 |
| Sursa: SCB - Statistika Centralbyrån, Folkmängden per tätort. Vart femte år 1960 - 2016 |      |  |           |       |